# Paradox
Paradox 是由Corel发布的关系数据库。
它最初由Ansa Software于1985年在MS-DOS上发布。1987年9月，Ansa Software以及Paradox被Borland收购並由Borland負責更新。1991年年中，Borland开始收购Ashton-Tate及其竞争对手的dBase产品线。 Borland计划于1992年发布Paradox的Windows版本，但一直推迟到1993年1月才發佈，而那时微软的Microsoft Access已经上市。
Corel在1990年代中期获得了开发和销售Paradox的权利，并于1997年發佈了Corel Paradox 8。Paradox最后一次更新是在2009年。